# Königlich Bayerische 2. Infanterie-Brigade
Die 2. Infanterie-Brigade war ein Großverband der Bayerischen Armee.

## Geschichte
Die Brigade wurde ursprünglich am 27. November 1815 als Verband des Generalkommandos München gebildet und hatte zunächst seinen Sitz in Augsburg. Von 1822 bis 1825 stand das Kommando in Regensburg und anschließend bis zu seiner Auflösung im Jahre 1919 in München.
Zu Beginn des Ersten Weltkriegs erfolgte der Einsatz im Rahmen der 6. Armee an der Westfront. Sie wurde am 15. April 1915 umgegliedert und führte dann die Bezeichnung 1. Infanterie-Brigade.

## Gliederung

### 1. August 1914
Die Brigade war Teil der 1. Division und ihr waren unterstellt:
- 2. Infanterie-Regiment „Kronprinz“ in München
- 16. Infanterie-Regiment „Großherzog Ferdinand von Toskana“ in Passau und Landshut
- 1. Jäger-Bataillon „König“ in Freising
- Bezirkskommando Passau
- Bezirkskommando Wasserburg

### Kriegsgliederung am 2. August 1914
- 2. Infanterie-Regiment „Kronprinz“
- 16. Infanterie-Regiment „Großherzog Ferdinand von Toskana“

## Kommandeure
| Dienstgrad                   | Name                                        | Datum                                    |
| ---------------------------- | ------------------------------------------- | ---------------------------------------- |
| Generalmajor                 | Friedrich von Treuberg                      | 27. November 1815 bis 31. Mai 1822       |
| Generalmajor                 | Franz von Deroy                             | 01. Juni 1822 bis 10. Februar 1824       |
| Generalmajor                 | Franz von Pillement                         | 11. Februar 1824 bis 12. Juli 1836       |
| Generalmajor                 | Gallus Nickels                              | 13. Juli 1836 bis 29. März 1838          |
| Generalmajor                 | Johann von Kunst                            | 30. März 1838 bis 14. Dezember 1843      |
| Generalmajor                 | Wilhelm von Baligand                        | 15. Dezember 1843 bis 31. März 1848      |
| Generalmajor                 | Friedrich von Saporta                       | 01. April bis Dezember 1848              |
| Generalmajor                 | Karl von Verri della Bosia                  | Dezember 1848 bis 1853                   |
| Generalmajor                 | August von Frays                            | 1853 bis 26. Februar 1854                |
| Generalmajor                 | Bernhard von Heß                            | 27. Februar 1854 bis 31. Juli 1861       |
| Generalmajor                 | Gustav von Welsch                           | 01. August 1861 bis 24. Mai 1866         |
| Generalmajor                 | Friedrich Wilhelm Walther von Walderstötten | 25. Mai 1866 bis 5. September 1867       |
| Generalmajor                 | Klemens Pesenecker                          | 06. September 1867 bis 31. Januar 1870   |
| Generalmajor                 | Karl von Orff                               | 01. Februar 1870 bis 30. April 1873      |
| Generalmajor                 | Ludwig von Ysenburg-Philippseich            | 01. Mai 1873 bis 3. Dezember 1874        |
| Generalmajor/Generalleutnant | Maximilian von Heckel                       | 04. Dezember 1874 bis 18. Februar 1883   |
| Generalmajor                 | Ludwig von Müller                           | 25. Juli 1883 bis 14. Februar 1889       |
| Generalmajor                 | Maximilian Karl Ernst Kühlmann              | 15. Februar 1889 bis 21. Mai 1893        |
| Generalmajor                 | Maximilian von Giehrl                       | 21. Mai 1893 bis 14. Januar 1898         |
| Generalmajor                 | Ludwig von Grauvogl                         | 15. Januar 1898 bis 1. Juni 1899         |
| Generalmajor                 | Luitpold von der Tann-Rathsamhausen         | 02. Juni 1899 bis 14. April 1901         |
| Generalmajor                 | Gottlieb von Thäter                         | 17. April 1901 bis 17. Mai 1903          |
| Generalmajor                 | Felix von Bothmer                           | 18. Mai 1903 bis 14. September 1905      |
| Generalmajor                 | Friedrich Kreß von Kressenstein             | 15. September 1905 bis 30. November 1909 |
| Generalmajor                 | Ferdinand Müller                            | 01. Dezember 1909 bis 30. September 1912 |
| Oberst/Generalmajor          | Bernhard von Hartz                          | 01. Oktober 1912 bis 27. März 1913       |
| Generalmajor                 | Nikolaus Endres                             | 28. März 1913 bis 15. April 1915         |